# Saint-Martin-la-Sauveté
Saint-Martin-la-Sauveté és un municipi francès situat al departament del Loira i a la regió d'Alvèrnia-Roine-Alps. L'any 2007 tenia 956 habitants.

## Demografia

### Població
El 2007, la població de fet de Saint-Martin-la-Sauveté era de 956 persones. Hi havia 388 famílies, de les quals 133 eren unipersonals (74 homes sols i 59 dones soles); 106, parelles sense fills; 133 parelles, amb fills, i 16, famílies monoparentals amb fills.
La població ha evolucionat segons el gràfic següent:
Habitants censats

### Habitatges
El 2007 hi havia 485 habitatges; 400 eren l'habitatge principal de la família, 40 eren segones residències i 45 estaven desocupats. 421 eren cases, i 63, apartaments. Dels 400 habitatges principals, 295 estaven ocupats pels propietaris, 96 estaven llogats i ocupats pels llogaters, i 10 estaven cedits a títol gratuït; 15 tenien una cambra, 27 en tenien dues, 34 en tenien tres, 81 en tenien quatre i 243 en tenien cinc o més. 269 habitatges disposaven, pel cap baix, d'una plaça de pàrquing. A 162 habitatges hi havia un automòbil i a 182 n'hi havia dos o més.

### Piràmide de població
La piràmide de població per edats i sexe el 2009 era:
| Homes | Edats   | Dones |
| ----- | ------- | ----- |
| 0     | 95 o +  | 0     |
| 4     | 90 a 94 | 4     |
| 0     | 85 a 89 | 0     |
| 4     | 80 a 84 | 16    |
| 28    | 75 a 79 | 12    |
| 36    | 70 a 74 | 28    |
| 24    | 65 a 69 | 24    |
| 32    | 60 a 64 | 16    |
| 16    | 55 a 59 | 36    |
| 32    | 50 a 54 | 32    |
| 40    | 45 a 49 | 40    |
| 40    | 40 a 44 | 36    |
| 28    | 35 a 39 | 28    |
| 24    | 30 a 34 | 24    |
| 16    | 25 a 29 | 12    |
| 44    | 20 a 24 | 16    |
| 36    | 15 a 19 | 12    |
| 24    | 10 a 14 | 28    |
| 32    | 5 a 9   | 20    |
| 12    | 0 a 4   | 24    |

## Economia
El 2007, la població en edat de treballar era de 614 persones; 428 eren actives i 186 eren inactives. De les 428 persones actives, 404 estaven ocupades (236 homes i 168 dones) i 24 estaven aturades (10 homes i 14 dones). De les 186 persones inactives, 79 estaven jubilades, 50 estaven estudiant i 57 estaven classificades com a «altres inactius».

### Ingressos
El 2009, a Saint-Martin-la-Sauveté hi havia 375 unitats fiscals, que integraven 898 persones, la mediana anual d'ingressos fiscals per persona era de 14.717 €.

### Activitats econòmiques
Dels 50 establiments que hi havia el 2007, 1 era d'una empresa extractiva; 1, d'una empresa alimentària; 6, d'empreses de fabricació d'altres productes industrials; 15, d'empreses de construcció; 9, d'empreses de comerç i reparació d'automòbils; 2, d'empreses de transport; 2, d'empreses d'hostatgeria i restauració; 2, d'empreses financeres; 5, d'empreses immobiliàries; 1, d'una empresa de serveis; 3, d'entitats de l'administració pública, i 3, d'empreses classificades com a «altres activitats de serveis».
Dels 21 establiments de servei als particulars que hi havia el 2009, 1 era una oficina de correu; 1, una oficina bancària; 1, una funerària; 3, tallers de reparació d'automòbils i de material agrícola; 3, paletes; 3, guixaires pintors; 3, fusteries; 2, lampisteries; 1, electricista; 2, perruqueries, i 1, restaurant.
Dels 6 establiments comercials que hi havia el 2009, 1 era una botiga de menys de 120 m²; 1, una fleca; 3, carnisseries, i 1, una botiga d'equipament de la llar.
L'any 2000, a Saint-Martin-la-Sauveté hi havia 77 explotacions agrícoles, que ocupaven un total de 1.551 hectàrees.

## Equipaments sanitaris i escolars
El 2009 hi havia 1 escola elemental i 1 escola elemental integrada dins d'un grup escolar amb les comunes properes per formar una escola dispersa.

## Poblacions més properes
El següent diagrama mostra les poblacions més properes.